# Stanisław Sołtysik
Stanisław Sołtysik (ur. 15 listopada 1893 w Rajczy) – chorąży Legionów Polskich, działacz niepodległościowy, kawaler Orderu Virtuti Militari.

## Życiorys
Urodził się 15 listopada 1893 w Rajczy, w ówczesnym powiecie żywieckim Królestwa Galicji i Lodomerii, w rodzinie Michała i Anny.
16 sierpnia 1914 wstąpił do Legionów Polskich. Początkowo służył batalionie uzupełniającym kapitana Andrzeja Galicy, a następnie walczył na froncie karpackim. 10 maja 1915 ukończył II kurs Szkoły Podchorążych Legionów Polskich ze stopniem dobrym i rozkazem pułkownika Wiktora Grzesickiego nr 123 z 14 maja 1915 uzyskał prawo do stopnia aspiranta oficerskiego w randze tytularnego sierżanta z poborami plutonowego. Jednocześnie odkomenderowany został do 4 pułku piechoty. Wyróżnił się 19 września 1915 w bitwie pod Hulewiczami. 1 maja 1916 został mianowany chorążym w piechocie. Po raz drugi wyróżnił się 6 lipca 1916 w bitwie pod Kostiuchnówką. Ranny pod Optową dostał się do rosyjskiej niewoli. 5 kwietnia 1917 został wymieniony we wniosku do odznaczenia austriackim Krzyżem Wojskowym Karola.

## Ordery i odznaczenia
- Krzyż Srebrny Orderu Wojskowego Virtuti Militari nr 6255 – pośmiertnie, 17 maja 1922[10][11][12][13]
- Krzyż Niepodległości – pośmiertnie, 19 czerwca 1938 „za pracę w dziele odzyskania niepodległości”[14][1][15]
- Krzyż Walecznych po raz pierwszy – 16 września 1922 „za udział w b. Legionach Polskich”[16]